# God kak žizn'
God kak žizn' (Год как жизнь) è un film del 1966 diretto da Grigorij L'vovič Rošal'.